# Ehrenkirchen
Ehrenkirchen es un municipio en el distrito de Brisgovia-Alta Selva Negra en Baden-Württemberg, Alemania, aproximadamente 13 km al sur de Friburgo.

## Geografía

### Ubicación geográfica
Está ubicado la llanura baja del Rin Superior entre 215 y 916 m.